# Gerhard Wilcken
Gerhard Wilcken (* 23. November 1917 in Lübeck; † 9. Januar 2011 in Schopfheim; vollständiger Name: Gerhard Friedrich Wilhelm Wilcken) war ein deutscher Architekt und Bauingenieur.

## Leben
Wilcken wurde als jüngstes von sieben Kindern des Drogeriewarengroßhändlers Johannes Wilcken (Wilcken & Ahlers, Mengstraße 17) geboren und besuchte, wie zuvor der Vater und die Geschwister, das Johanneum zu Lübeck. Nach einer Tischlerlehre studierte er zunächst Architektur an der Staatsbauschule Lübeck und später Bauingenieurwesen an der Technischen Hochschule München. Er war seit 1965 Rotarier, Gründungsmitglied des Tennisclub Steinen und spielte noch bis zu seinem 90. Lebensjahr Golf in Basel und Valbonne.

## Wirken
Gerhard Wilcken spezialisierte sich auf Industriebauten. Er plante mit seinem zeitweise 25 Mitarbeiter zählenden Büro für Industriebau (BfI) Sheddach-Bauten für die Textil-, Chemie- und Maschinenbauindustrie im Dreiländereck zwischen Deutschland, der Schweiz und Frankreich. Bei diesen Projekten legte Wilcken besonderen Wert auf die zusammen mit Heinrich Dame und Fritz Reuter, den späteren Gründern der Durlum GmbH in Schopfheim, entwickelte ergonomische Arbeitsplatzausleuchtung unter Einsatz von Leuchtstoffröhren.
In seinen späteren Bauten lag der Fokus auf der Integration von Automations- und Fördertechnik, einen Höhepunkt stellte die Logistikzentrale für das Versandhaus Schöpflin dar, dessen Fördertechnik bereits Anfang der 1970er Jahre mittels Barcodelesern durch Computer gesteuert wurde.
Wilckens rationale Industriebauten zeichnen sich durch hohe Variabilität der Nutzflächen und uneingeschränkte Funktionalität aus, die durch die konsequente Nutzung moderner Tragstrukturen aus Stahl erreicht wurden.
30 Jahre lang plante und leitete er pro bono Bauarbeiten für Unterkunfts- und Schulgebäude sowie die Behindertenwerkstätten des Pestalozzi Kinder- und Jugenddorfs in Wahlwies, das einer seiner Kriegskameraden, Hermann Scheer, führte.

## Ehrungen
Für sein jahrzehntelanges Engagement zu Gunsten benachteiligter Kinder wurde Gerhard Wilcken im Jahr 2007 von Rotary International zum Paul Harris Fellow ernannt.

## Werk

### Industriebauten
- 1950: Spinnerei-, Bleicherei-, Weberei- und Lagergebäude für Zell-Schönau-AG[1] in Zell im Wiesental, Schönau im Schwarzwald und Wehr (heute genutzt von Wiesentäler Textilmuseum, Irisette und der Heinzmann Gruppe)[5]
- Fabrik- und Lagergebäude für Suchard in Lörrach (heute genutzt von Mondelēz International)
- Fabrik- und Lagergebäude für Dreistern GmbH & Co KG in Schopfheim
- Fabrik- und Lagergebäude für Hella KGaA Hueck & Co. in Zell im Wiesental
- Werksgebäude für eine Lederfabrik in Endingen (heute genutzt als Kulturzentrum)
- Lager-, Werks- und Bürogebäude  für Endress+Hauser[1] in Maulburg[6]
- Werksgebäude für Vitra in Weil am Rhein
- Lager-, Werks- und Bürogebäude für die Brennet AG in Wehr (Baden)
- diverse Werksgebäude für Ciba[1] in Basel (heute genutzt von Syngenta, Novartis und BASF)
- Damenkleiderfabrik in Wuppertal[1], heute genutzt als Supermarkt
- Gummibandweberei in Murg (Landkreis Waldshut)
- Lager-, Werks- und Bürogebäude für die Spinnerei Lauffenmühle, Lörrach und Unterengstringen[6]
- Fabriken für die Kunststoff-Industrie in Freudenberg und Weinheim
- 1972–1978: Lager-, Werks- und Bürogebäude für KBC[1] in Lörrach[5]
- 1972–1988: Betriebskantine, Rechenzentrum, Schulungs-, Logistik- und Werksgebäude für Ciba Geigy GmbH in Wehr (Baden)[5]
- 1974–1975: Verteiler und Versandlager für Schöpflin in Lörrach (später genutzt von Quelle GmbH, Karstadt und Tengelmann)[3]
- 1977–1978: Büroturm für Stahlbau Greschbach in Herbolzheim[7]
- 1978–1982: Lager-, Werks- und Bürogebäude für PPE Photo Print Electronic GmbH in Schopfheim[1] (heute Endress+Hauser)[6]
- 1982–1983: Lager-, Werks- und Bürogebäude für Wybert[1] in Lörrach und Steinen (heute GABA)[5]
- 1983–1984: Werks- und Bürogebäude für Papst Motoren in St. Georgen und Herbolzheim

### Andere Bauaufgaben
- Unterkunfts- und Schulgebäude für das Pestalozzi Kinder- und Jugenddorf in Wahlwies[1]
- 1982–1983: Großsporthalle „Seeboden“ in Wehr
- 1986: Schulhauserweiterung in Öflingen, Wehr
- 1986–1987: Feuerwehrhaus und -turm in Schopfheim
- Mehrfamilienwohnhäuser an der Karlsbader Straße in Schopfheim
- Wohnhäuser in Schopfheim, Zell, Lörrach, Wahlwies und Wehr
- Renovierung der evangelischen Kirche in Zell[6]
- Evangelische Kirche in Wehr[6]